# Allison Ross-Edwards
Allison Joan Ross-Edwards (ur. 17 października 1952) – australijska lekkoatletka, olimpijczyk.
Reprezentowała Australię na Letnich Igrzyskach Olimpijskich 1972, które odbyły się w Monachium.